# Bûcher d'hiver
Le Bûcher d'hiver (Зимний костер) est une œuvre de Sergueï Prokofiev, au numéro d'opus 122, pour orchestre et chœur de garçons, écrite en 1949. L'œuvre fut créée en 1950 à la Radio d'État de l'URSS (en).
La musique a été écrite pour un texte de Samouil Marchak, lu par un récitant entre ou pendant les mouvements. Le texte décrit une visite de jeunes garçons moscovites à la campagne. Le premier mouvement décrit les bruits de pistons d'un train à vapeur, son sifflet et sa corne de brume. Le mouvement suivant décrit les enfants jouant ensuite à patiner sur la glace, auquel suit un mouvement imitant le son d'un feu de camp. 
Ce feu est l'occasion d'un chant patriotique interprété par le chœur de garçons, dont le texte invite les jeunes à aider aux travaux des champs. Le mouvement suivant décrit les sons du feu du poêle. Le rêve d'un enfant est ensuite raconté, puis les activités matinales au son du clairon. Enfin, le retour des enfants en train reprend le thème initial du train.